# Atif Aslam

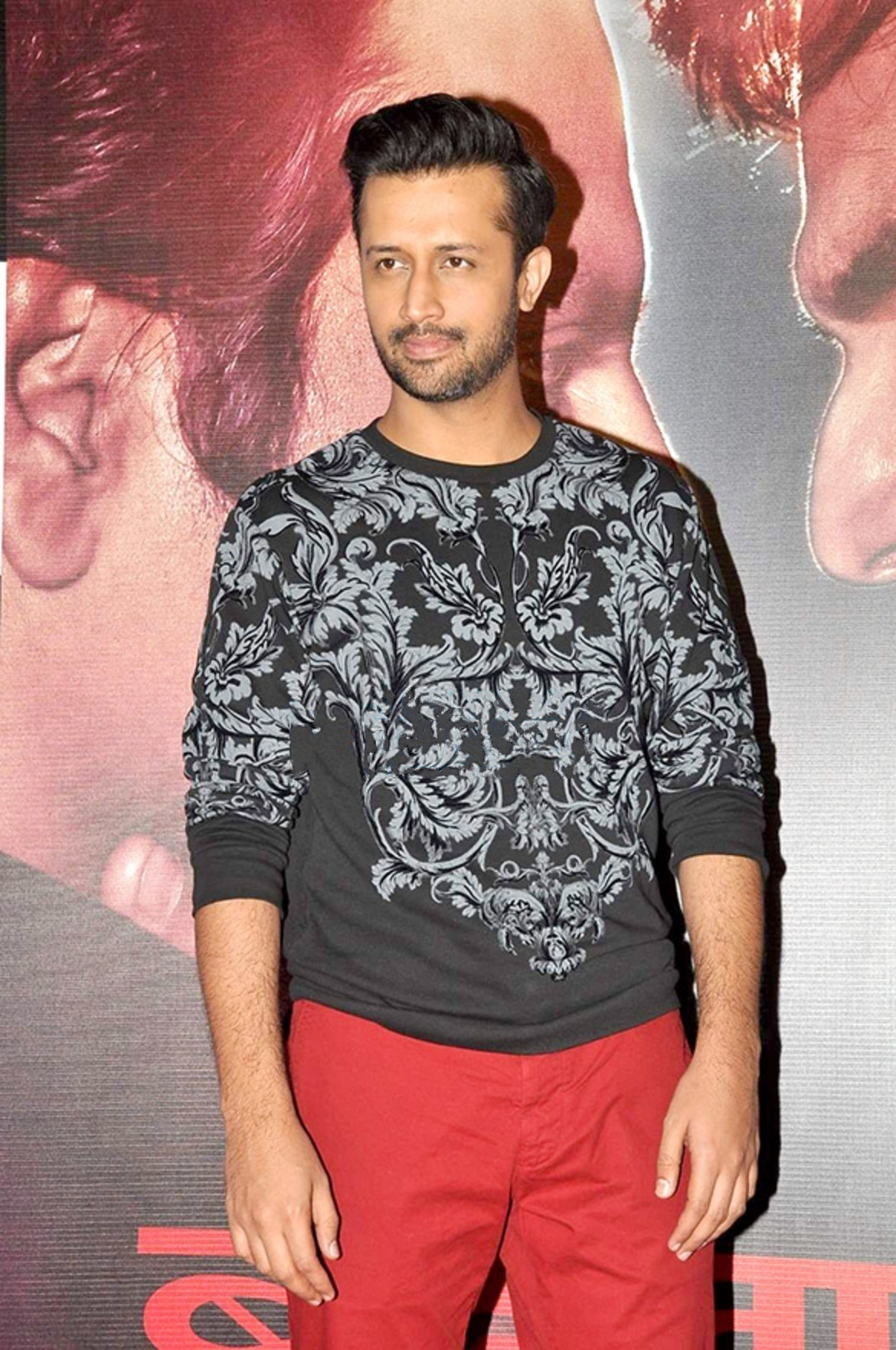
Atif Aslam (2015)

Atif Aslam (Urdu عاطف اسلم; * 12. März 1983 in Wazirabad, Gujranwala, Pakistan) ist ein pakistanischer Popsänger. Er ist weit bekannt in Südasien und hat einige Hitsongs gesungen wie Aadat, Woh Lamhe, Tere Bin, Kuch Is Tahra, Pehli Nazar Mein, Tera Hone Laga Hoon, Tu Jaane Na, Tere Liye, Meri Kahani und Jalpari. Er ist besonders bekannt für seine starke Belting-Methode. In 2008 bekam er den Tamgha-e-Imtiaz von der pakistanischen Regierung.

## Jugendzeit und Karriere
Atif Aslam wurde in Wazirabad, Gujranwala, Pakistan geboren. Er studierte am PAF College in Lahore. Zu dieser Zeit war er der offensive Bowler für das Cricket Team seines Colleges. Nachdem er sein College in zahlreichen Städten repräsentierte, wurde er sofort in die U 19 Nationalmannschaft Pakistans aufgenommen. Seinen ersten Gesangswettbewerb gewann Aslam am Unabhängigkeitstag Pakistans in seinem College. Danach ging er zur University of Central Punjab und vervollständigte sein Bachelor in Computer Science. Am 30. März 2013 heiratete er in Lahore seine langjährige Freundin Sara Bharwana.

## Musikkarriere
Atif Aslam gab sein Debüt als Sänger am 17. Juli 2004 wo auch sein erstes Album „Jal Pari“ veröffentlicht wurde. Zu Beginn war das Album zumeist wegen des Titels „Aadat“ populär, doch mit der Zeit wurde es den meisten Kritikern klar, dass dies kein einmaliges Kunststück war. Dieses Album hatte zahlreiche Hit-Singles, wie „Ankhon Sez“, „Ehsaas“, „Bheegi Zaadein“, und „Mahi Ve“ sowie auch der Titelsong „Jalpari“. Atifs Stimme und sein Stil des Singens waren derart außergewöhnlich, dass er schon mit seinem ersten Titel zu einem Star gekürt wurde. Diese Alben wurden als Jugendhymnen Pakistans bekannt.
Atif hatte nur pures Talent und Leidenschaft in der Musik, das sich dadurch widerspiegelt, dass er weder aus einer musikalischen Familie kam, noch war er professionell trainiert worden. Viele behaupten, dass diese Leidenschaft und Mut, den er bei seinem ersten Album zeigte, die Basis für seinen bis heute andauernden Erfolg sind.
Mit seinen Auftritten zu Beginn zeigte er auch, dass er nicht nur ein Sänger, sondern auch ein mitreißender Performer war. Die Menschen wurden wahrlich überzeugt und erstaunt über seine außergewöhnliche Stimme und seine Energie und Ausstrahlung auf der Bühne, dass er unverzüglich zum meistgefragten Live-Performer Pakistans wurde. Seine Auftritte wurden ausverkauft und einem nie verringernden Energie Level aber immer zunehmenden Fans gilt er als einer der größten Sänger in Pakistans Geschichte. Dazu gehören unter anderem Nusrat Fateh Ali Khan und Abida Parveen, die er selbst besonders hochschätzt.

### Bollywood
Atif Aslam hat auch zahlreiche Songs für Bollywood-Filme gesungen, unter anderem Pehli Nazar Mein im Film Race, Tere Bin in Bas Ek Pal, Bakuda Tum Hi Ho in Kismat Konnection, Tera Hone Laga Hoon und Tu Jaane Na in Ajab Prem Ki Ghazab Kahani. Jeder dieser Songs war ein Hit und wurde von den indischen wie auch internationalen Empfängern äußerst positiv aufgenommen.

### Hollywood
Nach Ustad Nusrat Fateh Ali Khan und Strings ist Atif Aslam der dritte pakistanische Sänger, der je für einen Hollywood-Film gesungen hat. Im Film Man Push Cart war sein Song Aadat der wichtigste Song, wobei Ehsaas und Yaqeen weitere zwei Songs sind, die im selben Film gespielt wurden. Alle drei Songs wurden aus seinem ersten Album Jalpari genommen.

## Schauspielerkarriere
Atif Aslam gab sein Debüt als Filmschauspieler im zweiten Film des pakistanischen Direktors Shoaib Mansoor. Der Film namens Bol erschien im Januar 2011 und wurde auch von weiteren bekannten pakistanischen Schauspielern wie Mahira Khan besetzt. In diesem Film spielt Atif die Rolle eines Arztes.

### Filmografie
Bol war Atifs erster Film als Hauptdarsteller. In den anderen Filmen war er einzig als Gastdarsteller während Songs vorhanden.
- Bas Ek Pal – 2006
- Race – 2008
- Prince – 2010
- Bol – 2011
- Tere Naal Love Ho Gaya – 2012

## Diskographie
| Nr. | Album              | Erscheinungsdatum |
| --- | ------------------ | ----------------- |
| 1   | Jal Pari           | 17. Juli 2004     |
| 2   | Doorie             | 20. Dezember 2006 |
| 3   | Meri Kahani        | 4. Januar 2008    |
| 4   | The Dreamer Awakes | Sommer 2011       |

## Singles
| Nr. | Song                             | Co-Sänger |
| --- | -------------------------------- | --------- |
| 1   | Meri Hamjoliyan                  |           |
| 2   | Yunhi                            |           |
| 3   | Teriyaan Yaadan                  |           |
| 4   | Ab Khud Kuch Karna Padega        | Strings   |
| 5   | Haath Uthao (For Flood Victims)  |           |
| 6   | Intezaar (Upcoming Track On Eid) |           |